# Mayday Parade
Mayday Parade je americká pop punková hudební skupina, která vznikla v roce 2005 v Tallahassee na Floridě. Skupina vzešla z původních místních kapel Kids Named Chicago a Defining Moment. V roce 2006 vydala kapela své debutové EP album s názvem Tales Told by Dead Friends, kterého se i bez pomoci jakéhokoliv vydavatele prodalo přes 20 000 kusů. Kapela poté podepsala smlouvu s vydavatelstvím Fearless Records a vydala první studiové album s názvem A Lesson in Romantics, se kterým zaznamenala úspěch, když prodala přes 170 000 kusů. Díky tomu v roce 2009 podepsala smlouvu s větším vydavatelstvím Atlantic Records, se kterým vydala svoje další dvě alba Anywhere But Here v roce 2009 a Mayday Parade v roce 2011.

## Diskografie

### Studiová alba
- A Lesson in Romantics (2007)
- Anywhere But Here (2009)
- Mayday Parade (2011)

### EP alba
- Tales Told by Dead Friends (2006)
- Valdosta (2011)